# لیگ برتر امیدهای ایران
لیگ برتر فوتبال امیدهای ایران جام خلیج فارس یا لیگ برتر زیر ۲۳ ساله‌های فوتبال ایران، مسابقات لیگ حرفه‌ای و بالاترین سطح مسابقات باشگاهی فوتبال ایران در رده امیدها است. در حال حاضر این مسابقات به صورت ۱۲ تیمی برگزار می‌شود.

## تیم‌های حاضر
| ردیف | تیم                | شهر        | استان             |
| ---- | ------------------ | ---------- | ----------------- |
| ۱    | نساجی مازندران     | قائم‌شهر    | مازندران          |
| ۲    | فولاد              | اهواز      | خوزستان           |
| ۳    | حفاری              | اهواز      | خوزستان           |
| ۴    | نفت اهواز          | اهواز      | خوزستان           |
| ۵    | صنعت نفت           | آبادان     | خوزستان           |
| ۶    | مس کرمان           | کرمان      | کرمان             |
| ۷    | آکادمی بلوچ چابهار | چابهار     | سیستان و بلوچستان |
| ۸    | البدر              | بندر کنگ   | هرمزگان           |
| ۹    | ذوب آهن            | اصفهان     | اصفهان            |
| ۱۰   | صبا                | قم         | قم                |
| ۱۱   | تراکتور سازی       | تبریز      | آذربایجان شرقی    |
| ۱۲   | ملوان              | بندر انزلی | گیلان             |

نفت صنعت تهران